# روبرت ماكورميك (مخترع)
روبرت ماكورميك (بالإنجليزية: Robert McCormick)‏ هو مخترِع أمريكي، ولد في 8 يونيو 1780 في مقاطعة روكبريج في الولايات المتحدة، وتوفي في 4 يوليو 1846.